# نواسخ المبتدأ والخبر
نواسخ المبتدأ والخبر. حكم المبتدأ و الخبر في علم النحو الرفع إلا إذا تقدمت المبتدأ أحد الأشياء الثلاثة: كان وأخواتها، و إن وأخواتها و ظننت وأخواتها، و تسمى العوامل الداخلة على المبتدأ و الخبر.
وهذه النواسخ التي تنسخ حكم المبتدأ و الخبر (أي تغير إعرابهما) على ثلاثة أقسام:
- كان وأخواتها، ترفع المبتدأ و تنصب الخبر.
- إنّ وأخواتها، تنصب المبتدأ و ترفع الخبر.
- ظننت وأخواتها، تنصب المبتدأ و الخبر معا.[1]

انظر:قائمة مواضيع علم النحو للإطلاع على المواضيع.